# Legio V (Pompeo)
La legio V era un'unità militare romana di epoca tardo repubblicana.

## Storia
La legione V potrebbe essere stata arruolata dal legato di Gneo Pompeo Magno, Lucio Afranio, con i superstiti delle legioni pompeiane che nel corso della disastrosa campagna spagnola del 49 a.C. erano stati sconfitti nei pressi di Lerida dalle armate cesariane. Gonzalez ipotizza anche che possa essere stata formata nel 58 a.C. ed inviata in Oriente, dove rimase per circa un decennio.
Trasferita in Macedonia verso la fine dei quell'anno, prese parte alla successiva battaglia di Farsalo del 48 a.C., dove Pompeo fu pesantemente sconfitto, in seguito alla quale potrebbe essere stata sciolta. Vi sarebbe anche la possibilità che dopo Farsalo sia stata riformata come legio V di Cesare.